# Paul-Albert Girard
Pour les articles homonymes, voir Girard et Girard (patronyme).
Paul-Albert Girard, né à Paris le 13 décembre 1839 et mort dans la même ville le 24 février 1920, est un peintre français.

## Biographie
Paul-Albert Girard est le fils du peintre Pierre Girard (1806-1872) et d'Élisabeth Robin. 
Il est élève de Jean-Joseph Bellel aux Beaux-Arts de Paris et remporte le grand prix de Rome en 1861 dans la catégorie du paysage historique.
Il épouse Marie Berthe Villenave.
Il expose au Salon de 1859 à 1913, ainsi qu'au Salon des peintres orientalistes. Il est nommé chevalier de la Légion d'honneur en 1895
Paul-Albert Girard meurt à son domicile parisien de la rue de Courcelles le 24 février 1920.

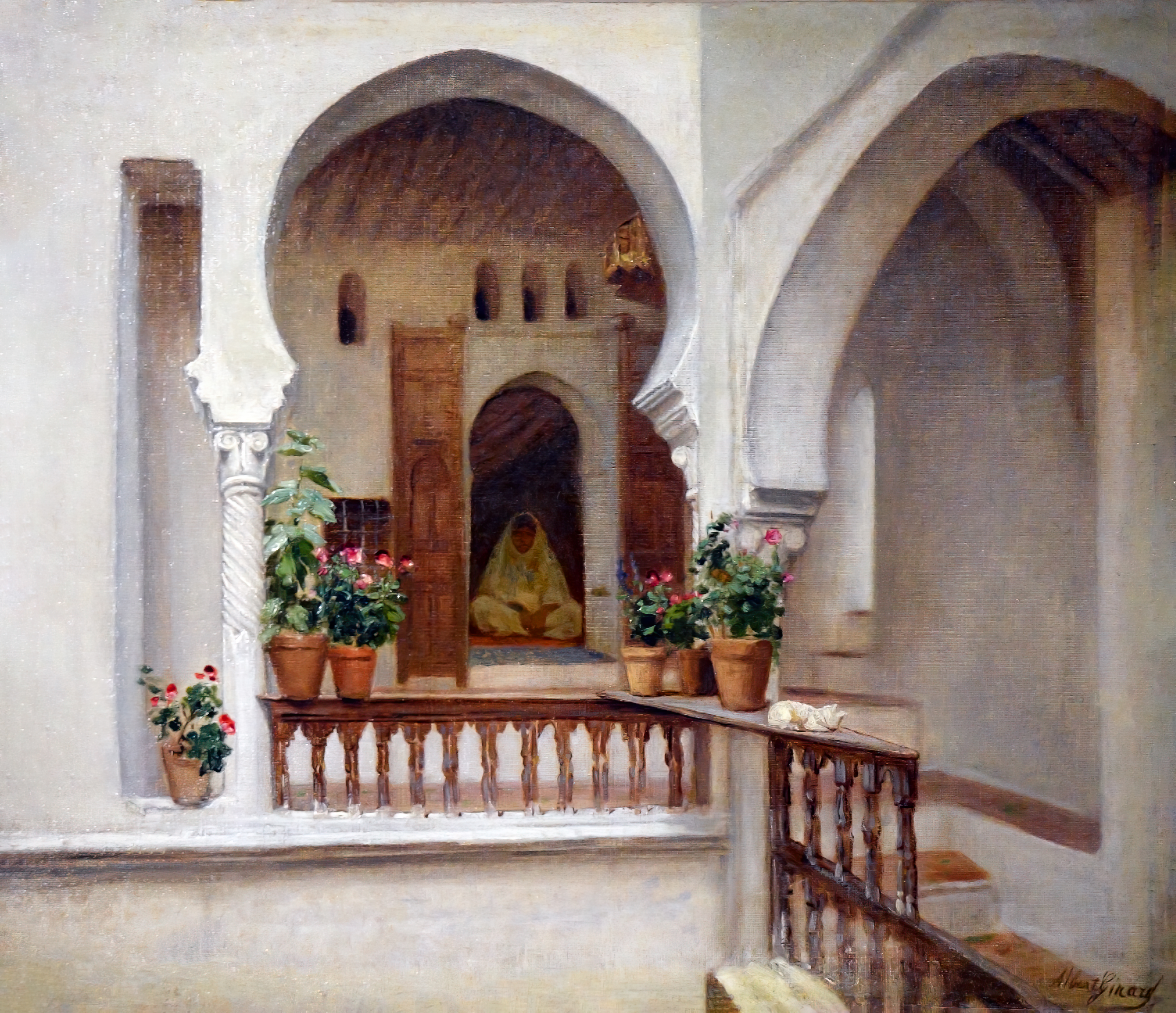
Femme dans un intérieur à Alger - Musée des Beaux-Arts de Narbonne